# Sinoxylon senegalense
Sinoxylon senegalense es una especie de escarabajo del género Sinoxylon, familia Bostrichidae. Fue descrita científicamente por Karsch en 1881.
Se distribuye por África. Habita en Camerún, Chad, Gambia, Guinea-Bisáu, Kenia, Mozambique, Mauritania, Namibia, Senegal, Sudáfrica, Zimbabue, Yemen, Grecia y Rusia. Mide 5 milímetros de longitud.